# Giulia Casoni
Pour les articles homonymes, voir Casoni.
Giulia Casoni (née le 19 avril 1978 à Ferrare) est une joueuse de tennis italienne, professionnelle du milieu des années 1990 à 2006.
En 2000, elle a joué le 3e tour dans deux épreuves du Grand Chelem :
- issue des qualifications, à Roland Garros (battue par Barbara Schett)
- à l'US Open (battue par Serena Williams)

Pendant sa carrière, elle a remporté trois titres sur le circuit WTA, tous en double.

## Palmarès

### Titres en double dames
| No | Date       | Nom et lieu du tournoi                     | Catégorie | Dotation  | Surface      | Partenaire        | Finalistes                           | Score         |          |
| -- | ---------- | ------------------------------------------ | --------- | --------- | ------------ | ----------------- | ------------------------------------ | ------------- | -------- |
| 1  | 17/07/2000 | Sanex Trophy Knokke-Heist                  | Tier IVb  | 110 000 $ | Terre (ext.) | Iroda Tulyaganova | Catherine Barclay Eva Dyrberg        | 2-6, 6-4, 6-4 | Parcours |
| 2  | 31/12/2000 | Thalgo Hardcourts Championships Gold Coast | Tier III  | 170 000 $ | Dur (ext.)   | Janette Husárová  | Katie Schlukebir Meghann Shaughnessy | 7-69, 7-5     | Parcours |
| 3  | 18/07/2005 | Internazionali Femminili Palerme           | Tier IV   | 140 000 $ | Terre (ext.) | Mariya Koryttseva | Klaudia Jans Alicja Rosolska         | 4-6, 6-3, 7-5 | Parcours |

### Finale en double dames
| No | Date       | Nom et lieu du tournoi        | Catégorie | Dotation  | Surface      | Vainqueures                     | Partenaire   | Score    |          |
| -- | ---------- | ----------------------------- | --------- | --------- | ------------ | ------------------------------- | ------------ | -------- | -------- |
| 1  | 04/07/1994 | Torneo Internazionale Palerme | Tier IV   | 100 000 $ | Terre (ext.) | Ruxandra Dragomir Laura Garrone | Alice Canepa | 6-1, 6-0 | Parcours |

## Parcours en Grand Chelem

### En simple dames
| Année | Open d'Australie | Open d'Australie | Internationaux de France | Internationaux de France | Wimbledon       | Wimbledon     | US Open        | US Open         |
| ----- | ---------------- | ---------------- | ------------------------ | ------------------------ | --------------- | ------------- | -------------- | --------------- |
| 2000  | -                | -                | 3e tour (1/16)           | Barbara Schett           | 1er tour (1/64) | Yi Jingqian   | 3e tour (1/16) | Serena Williams |
| 2001  | 1er tour (1/64)  | Émilie Loit      | 1er tour (1/64)          | Katarina Srebotnik       | 1er tour (1/64) | Kim Clijsters | -              | -               |

À droite du résultat, l’ultime adversaire.

### En double dames
| Année | Open d'Australie          | Open d'Australie          | Internationaux de France     | Internationaux de France  | Wimbledon                    | Wimbledon                 | US Open                     | US Open                 |
| ----- | ------------------------- | ------------------------- | ---------------------------- | ------------------------- | ---------------------------- | ------------------------- | --------------------------- | ----------------------- |
| 2000  | -                         | -                         | 2e tour (1/16) Alice Canepa  | Chanda Rubin S. Testud    | 1er tour (1/32) Alice Canepa | Kim Clijsters Tina Pisnik | 1er tour (1/32) Tulyaganova | C. Martínez P. Tarabini |
| 2001  | 2e tour (1/16) H. Nagyová | Petra Mandula P. Wartusch | 1er tour (1/32) Sandra Nacuk | Bianka Lamade P. Schnyder | 1er tour (1/32) Sandra Nacuk | Navrátilová A. Sánchez    | 1er tour (1/32) J. Kruger   | S. Williams V. Williams |

Sous le résultat, la partenaire ; à droite, l’ultime équipe adverse.

## Parcours en Fed Cup
| #                                                               | Date       | Lieu               | Surface         | Gagnante(s)                  | Perdante(s)                     | Score         |          |
|                                                                 |            |                    |                 |                              |                                 |               |          |
| 2000 - Round robin (groupe mondial) - Italie - Espagne - 0 : 3  |            |                    |                 |                              |                                 |               |          |
| 1                                                               | 27/04/2000 | Bari               | Terre (ext.)    | Arantxa Sánchez              | Giulia Casoni                   | 6-1, 6-1      | Parcours |
| 1                                                               | 27/04/2000 | Bari               | Terre (ext.)    | Magüi Serna Cristina Torrens | Giulia Casoni Rita Grande       | 6-2, 3-6, 6-1 | Parcours |
|                                                                 |            |                    |                 |                              |                                 |               |          |
| 2000 - Round robin (groupe mondial) - Italie - Croatie - 3 : 0  |            |                    |                 |                              |                                 |               |          |
| 2                                                               | 29/04/2000 | Bari               | Terre (ext.)    | Giulia Casoni Rita Grande    | Jelena Kostanić Silvija Talaja  | 6-4, 5-7, 6-3 | Parcours |
|                                                                 |            |                    |                 |                              |                                 |               |          |
| 2001 - 1er tour (groupe mondial) - Italie - Croatie - 4 : 1     |            |                    |                 |                              |                                 |               |          |
| 3                                                               | 28/04/2001 | Bassano del Grappa | Moquette (int.) | Jelena Kostanić              | Giulia Casoni                   | 6-3, 7-61     | Parcours |
| 3                                                               | 28/04/2001 | Bassano del Grappa | Moquette (int.) | Giulia Casoni                | Matea Mezak                     | 6-2, 6-4      | Parcours |
|                                                                 |            |                    |                 |                              |                                 |               |          |
| 2001 - 1/4 de finale (groupe mondial) - France - Italie - 4 : 1 |            |                    |                 |                              |                                 |               |          |
| 4                                                               | 21/07/2001 | Vittel             | Dur (ext.)      | Giulia Casoni Roberta Vinci  | Nathalie Dechy Virginie Razzano | 4-6, 6-2, 6-4 | Parcours |

## Classements WTA en fin de saison

### En simple
| Année | 1994 | 1995 | 1996 | 1997 | 1998 | 1999 | 2000 | 2001 | 2002 | 2003 | 2004 | 2005 | 2006 |
| Rang  | 591  | 393  | 358  | 356  | 299  | 154  | 91   | 284  | 342  | 231  | 285  | 329  | 505  |

Source : (en) « Classements de Giulia Casoni », sur le site officiel du WTA Tour

### En double
| Année | 1994 | 1995 | 1996 | 1997 | 1998 | 1999 | 2000 | 2001 | 2002 | 2003 | 2004 | 2005 | 2006 |
| Rang  | 175  | 193  | 415  | 243  | 264  | 156  | 79   | 106  | 239  | 145  | 202  | 106  | 316  |

Source : (en) « Classements de Giulia Casoni », sur le site officiel du WTA Tour